# Everson Zoio
Everson Henrique de Oliveira (Extrema, 16 de julho de 1992), mais conhecido como Everson Zoio, é um youtuber e DJ brasileiro. O conteúdo de seu canal é focado em humor, pegadinhas e desafios, Possui 13,1 milhões de inscritos e 1 bilhão de visualizações totais em 3 de maio de 2025.
O primeiro vídeo do canal foi publicado em 4 de janeiro de 2010 e mostrava uma pegadinha gravada na casa de Everson, em que alguém colocava creme dental na orelha de uma outra pessoa que estava dormindo, como uma forma inusitada de acordá-la.

## Biografia
Nascido em 16 de julho de 1992, no hospital de Extrema, Minas Gerais. Aos 7 anos de idade, seus pais se divorciaram e depois se casaram de novo. Com as mudanças na família, Everson decidiu morar com a avó materna. Everson diz ter uma paixão por motos, gostando dos passeios que ele fazia com seu pai. Sua infância foi marcada por atividades típicas e comuns da idade.

## Carreira de DJ
Além de youtuber, Zoio é um DJ de música eletrônica. Fez parceria com D. Ribeiro e Luicid, lançando uma música chamada "A Meta Sordadinho". Também fez um evento musical em Pomerode, Santa Catarina, em 2024.

## Controvérsias

### Acusação de estupro e repercussão
Em 2018, Zoio se envolveu em uma grande polêmica após viralizar um vídeo antigo, publicado originalmente em 2017, no qual ele dizia ter feito sexo com sua ex-namorada enquanto ela dormia, sem seu consentimento. O vídeo voltou a circular nas redes sociais e gerou acusações de estupro, além de uma forte repercussão negativa. Mais tarde, Zoio disse que a história era falsa e que tudo não se passava de uma brincadeira. A Polícia Civil do Estado de Minas Gerais chegou a abrir uma investigação, mas o caso acabou sendo arquivado por falta de provas.

### Participação emreality show
Em dezembro de 2024, Everson participou do programa "Acerte ou Caia!" e foi o terceiro eliminado, após errar uma das perguntas do desafio.

### Fake news sobre a vacina do COVID-19
Em 2021, diversos youtubers e influenciadores foram denunciados por serem pagos por uma agência de marketing para propagar notícias falsas sobre o COVID-19. Entre eles estava Everson Zoio, que publicou um vídeo em seu perfil do Instagram levantando dúvidas sobre a segurança da vacina da Pfizer. O vídeo foi deletado quando a história veio à tona.
A rede de notícias britânica BBC teve acesso ao vídeo publicado por Zoio em seu Instagram. "Ele entra em um carro, olha para câmera e fala como se estivesse recitando um texto memorizado: 'Galera, estou fazendo esse vídeo aqui para passar algumas informações que eu tenho sobre a vacinação, tá ligado?'".

### Conteúdo polêmico e críticas
Zoio é conhecido por produzir vídeos de desafios e pegadinhas que muitas vezes geram polêmica. Em entrevista à Jovem Pan, disse que não quer ser uma "má influência para as crianças".
Os vídeos também foram alvo de uma matéria do conexão repórter chamada "Jogos Mortais" em 2017 sobre incidentes por desafios  da internet onde Roberto Cabrini entrevistou zoio em seu estúdio e questionou sobre o teor do conteúdo, após a reportagem zoio e outros youtubers criticaram a reportagem a definido como sensacionalista.
Na Edição do Programa Raul Gil de 2023, o canal também foi criticado pelo apresentador Yudi tamashiro no quadro "Tirar o chapéu", onde o mesmo relembrou a tentativa de um desafio do programa jackass na infância, em que um dos seus amigos engoliu um peixe vivo, resultando em um sangramento, optando por "não tirar o chapéu" para zoio junto com o rapper Chorão.

### Passagem na Cracolândia
Em março de 2023, Zoio se disfarçou e andou na região da Cracolândia, em São Paulo, registrando tudo como parte de um desafio. A iniciativa foi vista por bastante pessoas como arriscada e levantou discussões sobre os limites do conteúdo produzido por youtubers.